# Jacek Bąk
Jacek Bąk (nacido el 24 de marzo de 1973 en Lublin) es un futbolista polaco que jugó en la posición de defensa en la selección de Polonia.

## Trayectoria
En Polonia fue jugador del Motor Lublin y Lech Poznań. En 1995 fichó para el Olympique de Lyon, donde jugó hasta 2002 (114 partidos en la liga, 3 goles). Después jugó en el RC Lens (2002-2005, 85 partidos, 2 goles) y Al-Rayyan (2005-2007, 30 partidos, 3 goles).
En 2007 volvió a Europa y fichó para el FK Austria Viena.
Como un jugador de la selección (primer partido en 1993) jugó en la Copa Mundial de 2002 en Corea del Sur y en la Copa Mundial de 2006 en Alemania. En total, hasta julio de 2007 disputó 86 partidos y marcó 3 goles en la selección polaca.

## Clubes
| Club              | País    | Año         | Partidos | Goles |
| Motor Lublin      | Polonia | 1989 - 1992 | 46       | 2     |
| Lech Poznań       | Polonia | 1992 - 1995 | 84       | 2     |
| Olympique de Lyon | Francia | 1995 - 2001 | 114      | 4     |
| RC Lens           | Francia | 2002 - 2005 | 85       | 2     |
| Al Rayyan SC      | Catar   | 2005 - 2007 | 26       | 0     |
| Austria Viena     | Austria | 2007 - 2010 | 80       | 7     |